# Aninoasa (Gorj)
Pour les articles homonymes, voir Aninoasa.
Aninoasa est une commune du județ de Gorj en Roumanie.